# 野川雅史
野川 雅史（のがわ まさし、5月25日 - ）は、日本の男性声優。埼玉県出身。プロダクション・エース所属。

## 略歴
以前はメディアフォースに所属していた。

## 人物
趣味・特技として片側交互通行を挙げている。

## 出演

### テレビアニメ
2010年
- 祝福のカンパネラ（お兄さん）
- 生徒会役員共（数学教師）

2012年
- さくら荘のペットな彼女（2012年 - 2013年、魚屋のおじさん、教頭）
- 絶園のテンペスト（兵士B、局員B）

2013年
- 惡の華
- 有頂天家族（狸）
- 俺の彼女と幼なじみが修羅場すぎる（校長）
- キューティクル探偵因幡（警視総監）
- きんいろモザイク（ラーメン屋の大将）
- COPPELION（蒲田、ノーセンス）
- 琴浦さん（駅員）
- 翠星のガルガンティア（漁師）
- D.C.III 〜ダ・カーポIII〜
- とある科学の超電磁砲 シリーズ（2013年 - 2020年、部下、チンピラ、男性） - 2シリーズ
- 凪のあすから（青年会E、テーラーわかば店主）
- リトルバスターズ! 〜Refrain〜（男性B）

2014年
- アカメが斬る!（親分）
- アルドノア・ゼロ（ロシア基地司令官）
- 彼女がフラグをおられたら（七徳院D）
- 金田一少年の事件簿R（医師）
- 残響のテロル（警視総監）
- 精霊使いの剣舞（教導院の男）
- ドラえもん（テレビ朝日版第2期）（青果店主、作業員）
- ノブナガ・ザ・フール（家臣D）
- 風雲維新ダイ☆ショーグン（老人1）
- ブレイドアンドソウル（バルゴ）
- 龍ヶ嬢七々々の埋蔵金（喫茶店マスター）

2015年
- アルスラーン戦記（荷物運びの男、兵士）
- ISUCA（シロ〈雷獣〉）
- 機動戦士ガンダム 鉄血のオルフェンズ（2015年 - 2016年、ササイ・ヤンカス、歳星整備長、ギャラルホルン兵士、ノブリス部下） - 2シリーズ
- 銀魂 シリーズ（2015年 - 2018年、池田朝右衛門の父、百駄流虎A、左近、獅嶺、春雨 他） - 2シリーズ
- グリザイアの楽園（兵士B）
- 四月は君の嘘（音楽教師）
- 純潔のマリア（英兵A、傭兵4）
- 食戟のソーマ（2015年 - 2017年、講師A、部門長、客、美作父、甲山鉄次） - 3シリーズ
- 新妹魔王の契約者 BURST（客）
- 戦姫絶唱シンフォギアGX（トニー・グレイザー）
- ダンジョンに出会いを求めるのは間違っているだろうか（客、村人A）
- 遊☆戯☆王ARC-V（2015年 - 2016年、グレイ、セキュリティ(2)）

2016年
- アクティヴレイド -機動強襲室第八係-（機長）
- 亜人（猫沢、警備員、高橋、機動隊長、桜井の部下） - 2シリーズ
- クラシカロイド（2016年 - 2017年、おじいさん、司会者、店長、農民、店主） - 2シリーズ
- 斉木楠雄のΨ難（2016年 - 2018年、おっちゃん、松村） - 2シリーズ

2017年
- デジモンユニバース アプリモンスターズ（初海の祖父）
- モンスターハンター ストーリーズ RIDE ON（ハンターB、村人A）
- サクラクエスト（金田一）
- ベルセルク（ラクシャス、村人、戦魔兵、奴隷商人）
- ID-0（親方I）
- 魔法陣グルグル（村人B、グエンチャA）
- プリンセス・プリンシパル（海軍卿）
- キノの旅 -the Beautiful World- the Animated Series（雑貨屋の店主）
- クジラの子らは砂上に歌う（ナシジ）
- シックスハートプリンセス（ナッツ）

2018年
- 覇穹 封神演義（総兵 張鳳）
- 恋は雨上がりのように（おじさん）
- 宇宙よりも遠い場所（隊員）
- デビルズライン（警官、警察庁上司、町田警視正）
- 鹿楓堂よついろ日和（おじいさん、スイの上司、マスター）
- シュタインズ・ゲート ゼロ（覆面の男、覆面の男たち）
- ゴールデンカムイ（2018年 - 2023年、町の男、鉄砲店店主、観客、養狐場の男、看守たち 他） - 4シリーズ
- 重神機パンドーラ（情報屋）
- ソードアート・オンライン オルタナティブ ガンゲイル・オンライン（2018年 - 2024年、KKHC） - 2シリーズ
- レイトン ミステリー探偵社 〜カトリーのナゾトキファイル〜（2018年 - 2019年、ハーパー・チャンプル〈青年〉、アントン、ビーン）
- Caligula -カリギュラ-（上司）
- フルメタル・パニック! Invisible Victory（エージェントA）
- Phantom in the Twilight（店主）
- Back Street Girls -ゴクドルズ-（喫茶店店主）
- オーバーロードIII（ブルムラシュー候）
- BORUTO-ボルト- NARUTO NEXT GENERATIONS（2018年 - 2019年、ガラガ）
- 転生したらスライムだった件（2018年 - 2021年、ミルド） - 2シリーズ
- 寄宿学校のジュリエット（男子生徒）

2019年
- 荒野のコトブキ飛行隊（オサナガ）
- とある魔術の禁書目録III（秘書）
- えんどろ〜!（四天王ズA）
- どろろ（老人）
- フルーツバスケット（2019年 - 2020年、魚谷の父） - 2シリーズ
- 私、能力は平均値でって言ったよね!（青年剣士）

2020年
- ハクション大魔王2020（大型犬）
- ミュークルドリーミー（2020年 - 2021年、茶山先生、アイス店主） - 2シリーズ
- 神様になった日（ラーメン屋店主、権力者）
- 最響カミズモード!（2020年 - 2021年、ヒュルリィ）
- 神達に拾われた男（2020年 - 2023年、カイ） - 2シリーズ

2021年
- ひぐらしのなく頃に業（村人） - 2シリーズ
- 無職転生 〜異世界行ったら本気だす〜（貴族）
- たとえばラストダンジョン前の村の少年が序盤の街で暮らすような物語（グルコ）
- 転生したらスライムだった件 転スラ日記（ミルド）
- Vivy -Fluorite Eye's Song-（客、トァク4）
- 東京リベンジャーズ（東卍A）
- 月が導く異世界道中（オーク①）
- NIGHT HEAD 2041（ナレーション、TVクルー、ブラボー隊員、門田）
- カードファイト!! ヴァンガード overDress（マスター）
- 境界戦機（谷津タカフミ）
- 世界最高の暗殺者、異世界貴族に転生する（ロナハの父）
- 月とライカと吸血姫（国防大臣）

2022年
- ハコヅメ〜交番女子の逆襲〜（中年男）
- 永遠の831（大学教諭）
- 殺し愛（刑事A）
- 失格紋の最強賢者（治癒魔術師A）
- プラチナエンド（教師）
- まちカドまぞく 2丁目（オニユズ）
- 薔薇王の葬列（男性B）
- じゃんたま PONG☆（船長）
- 異世界おじさん（街の人、傭兵）
- シュート!Goal to the Future（警備員）
- はたらく魔王さま!!（佐々木万治）
- クレヨンしんちゃん（2022年 - 2025年、乗客B、係員A、ベーカリー店長、客、店長）
- 後宮の烏（側近、主人）
- 忍の一時（甲賀忍者3、研究員1、猿夜）
- 勇者パーティーを追放されたビーストテイマー、最強種の猫耳少女と出会う（私兵A）
- 機動戦士ガンダム 水星の魔女（2022年 - 2023年、フォルドの夜明けクルー、プロスペラのスタッフ） - 2シリーズ

2023年
- クールドジ男子（たこ焼き屋さん）
- 贄姫と獣の王（元老院議長A）
- 僕の心のヤバイやつ（司会）
- アリス・ギア・アイギス Expansion（おじさん、犬吹き替え）
- 七つの魔剣が支配する（相馬義久）
- ホリミヤ -piece-（TVの音声・男性B）
- SYNDUALITY Noir（クリント）
- レベル1だけどユニークスキルで最強です（店主）
- 英雄教室（研究者）
- 呪術廻戦 懐玉・玉折/渋谷事変（一般人）
- オーバーテイク!（仕事相手）
- 陰の実力者になりたくて! 2nd season（スリ、主婦）
- ニンジャラ（村人、コック）
- Dr.STONE NEW WORLD（頭首）

2024年
- 戦国妖狐（斎練）
- 悪役令嬢レベル99 〜私は裏ボスですが魔王ではありません〜（衛兵）
- アンデッドアンラック（バウ）
- 異修羅（2024年 - 2025年、黄都兵隊長、骨の番のオノペラル） - 2シリーズ
- ザ・ファブル（車上荒らし2）
- バーテンダー 神のグラス（矢島）
- 烏は主を選ばない（合力、旅商人、猿）
- Lv2からチートだった元勇者候補のまったり異世界ライフ（大臣2）
- 黒執事（2024年 - 2025年、審判、軍人） - 2シリーズ
- 死神坊ちゃんと黒メイド（魔女のボス）
- 異世界スーサイド・スクワッド（オークB）
- 天穂のサクナヒメ（ヨモツガミ、瀨守神、黄泉）
- 異世界失格（ユリコとヒカリの父）
- トリリオンゲーム（面接官）
- ぷにるはかわいいスライム（2024年 - 2025年、学会の研究者） - 2シリーズ
- 村井の恋（心ノ守）
- 魔王2099（ボスオーガ）
- 忍たま乱太郎（2024年 - 2025年、店主、旅人、農民）

2025年
- いずれ最強の錬金術師?（ロボス・バーキラ）
- アラフォー男の異世界通販（野盗、フード男C、役人、レッサードラゴン）
- グリザイア:ファントムトリガー（男）
- 男女の友情は成立する?（いや、しないっ!!）（古文の先生）
- 神統記（テオゴニア）（ラグ村兵士、ラグ村幹部兵、ガハマ衆）
- ボールパークでつかまえて!（サラの祖父）
- 炎炎ノ消防隊 参ノ章（司祭、住民）
- 俺は星間国家の悪徳領主!（海賊船船長）

### 劇場アニメ
- ベルセルク 黄金時代篇I 覇王の卵（2012年、将軍）
- 氷川丸ものがたり（2015年、松田昭伸[34]）
- かがみの孤城（2022年、スバルの祖父）
- SAND LAND（2023年、ケンタウロス）
- 駒田蒸留所へようこそ（2023年、駒田蒸留所 男性職員A）

### OVA
- 黒執事 Book of Murder（2014年、ゲオルグ・フォン・ジーメンス）
- 侵略!イカ娘（2014年、男性客） - コミックス第17巻OVA付き限定版
- 転生したらスライムだった件 OAD（2019年、ミルド） - 漫画版第13巻限定版付属
- コードギアス 奪還のロゼ（2024年、ヴァレン・スターク[35]）

### Webアニメ
- ミラバケッソ 「大停電編」（2011年、首相）
- ももくり（2016年、先生）
- A.I.C.O. Incarnation（2018年、ダイバー、医師A、官房長官、師団長、職員）
- モンスターストライク（2018年、古参兵、デーモン）
- Levius -レビウス-（2019年、セコンド）
- 極主夫道（2021年、警官〈長井〉[36]）
- 月曜日のたわわ2（2021年、屈強な男D、校長、空港の男性客、牧場のお客さん）
- MONSTERS 一百三情飛龍侍極（2024年、店長）
- SAND LAND: THE SERIES（2024年、ケンタウロス）

### ゲーム
時期不明
- ケイン アンド リンチ
- サムライフォース: 斬!（ウィルヘルム）
- 魔境奇談

2010年代
- Starry☆Sky 〜After Winter〜（2012年、生徒）

2020年代
- ファイナルファンタジーVII リメイク（2020年）
- The Last of Us Part II（2020年）
- ドラゴンクエストX いばらの巫女と滅びの神 オンライン（2021年、クィラッキ、回想の兵士A）
- ファイアーエムブレム ヒーローズ（2021年 - 2022年、アウグスト、ベウフォレス）
- SAND LAND（2024年、ケンタウロス）

### ドラマCD
- ココロサワイデ（下男）
- 純情（担任）
- 徒然（KSRA-AGE軍曹）

### デジタルコミック
- 愛想が尽きない（2023年、上司、居酒屋の店員、緒方父）[42]

### 吹き替え

#### 映画（吹き替え）
- アイス・アルマゲドン（ニール）
- 愛と青春の旅だち ※VOD版
- アウトポスト37（ハーティ）
- アメリカン・アサシン（スタンスフィールド〈デヴィッド・スーシェ〉）
- イコライザー
- IT/イット THE END “それ”が見えたら、終わり。（ドン[43]）
- 移動都市/モータル・エンジン（ヴァンブレイス〈マーク・ミッチンソン〉[44]）
- インシディアス 序章
- インシディアス 最後の鍵（テッド・ガーザ〈カーク・アセヴェド〉）
- ウェディング・イブ 幸せになるためのいくつかの条件（テディ〈ジェイク・ジョンソン〉）
- ウォーリアー（シェリダン）
- ウォールフラワー（キャラハン）
- 裏切りの獣たち（ステークス）
- エアポート2010（パスカル）
- エクスペンダブル・レディズ（グレゴリ）
- 大人の女子会 ナイトアウト（ケヴィン）
- カリフォルニア・ディストラクション（マイルス〈ビル・ボーヒーズ〉）
- カンフー・ヨガ（会計士[45]）
- キリング・サラザール 沈黙の作戦
- クリーブランド監禁事件 少女たちの悲鳴（リーノ）
- グリーンブック（ダニー[46]）
- KRISTY クリスティ
- クレイジー・ドライブ（シーザー）
- 獣は月夜に夢を見る（ビャーネ）
- 荒野はつらいよ 〜アリゾナより愛をこめて〜（ウィルソン牧師〈ジョン・アイルワード〉）
- サイバー・ストーカー（エマのパパ）
- サイボーグ・シティ
- ザ・ガンマン（スタンリー〈レイ・ウィンストン〉）
- 刺さった男（Dr.ベラスコ〈アントニオ・ガリード〉）
- サボタージュ（トライポッド〈ケヴィン・ヴァンス〉）
- シークレット・ミッション（チャン・チョルス〈ソン・ヒョンジュ〉）
- しあわせの灯る場所（ミルトン・マルコム〈ウィリアム・ザブカ〉）
- しあわせはどこにある（エドワード〈ステラン・スカルスガルド〉）
- ジェーン・ザ・ヴァージン（イヴァン）
- シェフ 三ツ星フードトラック始めました（トニー〈ボビー・カナヴェイル〉）
- 死霊館 悪魔のせいなら、無罪。（クレイ刑事〈キース・アーサー・ボールデン〉[47]）
- シンデレラ（御者1[48]）
- SQUATTERS 〜不法占拠者〜（ウィラード）
- スパイ・レジェンド（ハッカー）
- スポットライト 世紀のスクープ（ジム・サリヴァン〈ジェイミー・シェリダン〉）
- S.W.A.T. アンダーシージ（ラーズ〈マシュー・マースデン〉）
- ゼロの未来
- セント・エルモス・ファイアー（ウォーリー〈ブレイク・クラーク〉[49]）※ザ・シネマ版
- ダイバージェントNEO（カン）
- タイムリミット（サム・グロヴ警部〈ピーター・ファシネリ〉）
- 誰よりも狙われた男（ケラー）
- チェイス・ザ・ドリーム（ジム）
- 沈黙の粛清（ジェリー〈グリフ・ファースト〉）
- 沈黙のSHINGEKI/進撃（シュミット）
- デス・リベンジ ラストミッション（ウルリク）
- ドクター・スリープ（ビジネスマン〈ジェイソン・デイビス〉[50]）
- 独房の生贄 〜悪霊が棲む213号室〜（シックス）
- 20歳よ、もう一度
- パージ:アナーキー（クーパー）
- バードマン あるいは（無知がもたらす予期せぬ奇跡）
- パーフェクト・ルーム（マーティ・ランドリー〈エリック・ストーンストリート〉）
- ハイエナ・ロード（ライアン・サンダース〈ロッシフ・サザーランド〉）
- パイオニア（クヌート〈アンドレ・エリクセン〉）
- パディントン（衛兵）
- パディントン 消えた黄金郷の秘密[51]
- バトル・イン・シアトル（マイケル）
- バトル・オブ・バミューダトライアングル（ホンドー）
- パレードへようこそ（ダイ〈パディ・コンシダイン〉）
- パワー・ゲーム
- ハンガー・ゲームシリーズ
  - ハンガー・ゲーム FINAL: レジスタンス（アントニウス〈ロバート・ネッパー〉）
  - ハンガー・ゲーム FINAL: レボリューション（カストル〈ウェス・チャタム〉）（アントニウス〈ロバート・ネッパー〉）
- ビースト・ストーリー 選ばれし勇者（ロビンソン市長）
- ビギニング・オブ・ジ・エンド（ピエロ）
- ピクセル（国防長官）
- 美女&野獣
- ビバリーヒルズ・コップ ※Netflix版
- ビリー・リンの永遠の一日（ホリデイ）
- ファイアー・ツイスター（ローガン）
- VR ミッション:25（エドワード〈アリ・クック〉）
- フォックスキャッチャー（ジャック〈アンソニー・マイケル・ホール〉）
- フューリー（ピーターソン〈ケヴィン・ヴァンス〉）
- ブラック・ファイル 野心の代償（ビルソン）
- ブラッド・エンジェル
- 不良探偵ジャック・アイリッシュ 死者からの依頼（ウェイン）
- ブレードランナー 2049（パイロット[52]）
- 米軍極秘部隊 ウォー・ピッグス（レディング〈ミッキー・ローク〉）
- ボーダーライン（フィル）
- ホーンズ 容疑者と告白の角（ロブ）
- ボクとマウミの物語（不良学生）
- 香港テロ対策ユニット CTU
- マーベル・シネマティック・ユニバース
  - アントマン（副操縦士）
  - ブラックパンサー（警備男1[53]）
  - キャプテン・マーベル（検視官[54]）
- マッドマックス 怒りのデス・ロード（リフトの番人）
- マッハ!無限大（グーグル）
- マップ・トゥ・ザ・スターズ（アーノルド）
- マネーモンスター（レニー・リバティーノ〈レニー・ベニート〉）
- MIA ミア
- ミス・リベンジ（サウセド〈ダミアン・アルカザール〉）
- ミッドウェイ（キンメル〈デヴィッド・ヒューレット〉[55]）
- 約束の馬（イグナシオ〈ショーン・パトリック・フラナリー〉）
- ラヴレース（アンソニー・ロマーノ〈クリス・ノース〉）
- ラストベガス（モーリス〈ロジャー・バート〉）
- リベンジ・ガン（コール〈グラント・バウラー〉）
- リベンジ・チェイス 決着の荒野（ガスパル〈ルイス・ガスマン〉）
- ルーム（オールド・ニック〈ショーン・ブリジャース〉）
- 6才のボクが、大人になるまで。（ターリントン）
- ロビン・ウィリアムズのクリスマスの奇跡（グレン）
- ワイルドカード（ピンキー〈ジェイソン・アレクサンダー〉）
- わたしに会うまでの1600キロ（リック）

#### ドラマ
- アフェア 情事の行方（モーリス）
- アフェア2 情事の行方（JP）
- いばらの鳥（イ本部長）
- ウェントワース女子刑務所（ハリー）
- 救命医ハンク セレブ診療ファイル
  - シーズン4
  - シーズン5（スチュ、ウェイド）
  - シーズン6（アーノルド、ランディ）
- クリスマスに雪は降るの?（ギョンス）
- クロスボーンズ/黒ひげの野望（ロック）
- 項羽と劉邦 King's War
- 孔子（師曠）
- 最高の愛〜恋はドゥグンドゥグン〜（ク・ジャチョル）
- サンズ・オブ・アナーキー（T・O）
- CSI:14 科学捜査班（マシュー）
- CSI:科学捜査班-最終章-（パーカー）
- CSI:サイバー（ボス）
- CSI:サイバー2（ウィリアムズ）
- シカゴ・ファイア（ウォレス・ボーデン大隊長〈イーモン・ウォーカー〉）
- シカゴ P.D.（ウォレス・ボーデン大隊長〈イーモン・ウォーカー〉）
- 私立探偵マグナム（ジョン・ブッキー〈ロジャー・E・モーズリー〉）
- Zネーション（クリアン博士、スケッチー）
- タルジャの春（ミョンイル）
- 推奴（ギュン）
- ナイトシフト 真夜中の救命医（ゴンザレス刑事）
- PERSON of INTEREST 犯罪予知ユニット（オルティス）
- ハウス・オブ・カード 野望の階段
  - シーズン2（ロックランド）
  - シーズン3（ゲイリー、ジャロ）
  - シーズン4（マーク）
- HAWAII FIVE-0 シーズン6（フアミート）
- FARGO/ファーゴ2（ヤング・スタヴロス）
- フィアー・ザ・ウォーキング・デッド（モイヤーズ）
- プリティ・リトル・ライアーズ シーズン5（カッサーノ医師）
- ブロードチャーチ〜殺意の町〜（ナイジェ・カーター）
- フロム・ダスク・ティル・ドーン ザ・シリーズ（シャーマン）
- フロム・ダスク・ティル・ドーン ザ・シリーズ シーズン2（ナルシソ）
- HELIX -黒い遺伝子-（デュシャン）
- HELIX -黒い遺伝子- シーズン2（ブラザー・アイザック）
- HOMELAND シーズン5（ホーゲン）
- ポセイドン（アン・ドンチュル）
- Marvel デアデビル シーズン2（グロット〈マッカレブ・バーネット〉）
- マイノリティ・リポート（アドランギ）
- リゾーリ&アイルズ4（ティム・フェルディング）
- ロイヤルファミリー（チョンウン）
- ロマンスが必要
- 私はラブ・リーガル6 フィナーレ（トレヴァー）

#### アニメ
- アナと雪の女王（アイルランドの高官）
- アングリーバード（現場監督ブタ）
- アンダー・ザ・シー 〜ぼくたち海底王国パトロール隊〜（エド）
- オズ めざせ! エメラルドの国へ（タグ[56]）
- ミラキュラス レディバグ&シャノワール（ジャン・ピエール、消防士、おもちゃ兵隊長、ミスター・バナナ、ロン、タツ）
- ミラキュラス・ワールド/ニューヨーク ユナイテッド・ヒーローズ

### 映画
- テルマエ・ロマエII（2014年、ローマ人の声）

### ボイスオーバー
- ディスカバリーチャンネル なるほど百科テレビ
- ナショナルジオグラフィックチャンネル

### シリーズ一覧
1. ↑  第2期『S』（2013年）、第3期『T』（2020年）
2. ↑  第1期（2015年 - 2016年）、第2期（2016年 - 2017年）
3. ↑  第3期『銀魂ﾟ』（2015年 - 2016年）、第4期『銀魂.』（2018年）
4. ↑  第1期（2015年）、第2期『弐ノ皿』（2016年）、第3期前半『餐ノ皿』（2017年）
5. ↑  第1クール（2016年）、第2クール（2016年）
6. ↑  第1シリーズ（2016年 - 2017年）、第2シリーズ（2017年）
7. ↑  第1期（2016年）、第2期（2018年）
8. ↑  第一期（2018年）、第二期（2018年）、第三期（2020年）、第四期（2022年 - 2023年）
9. ↑  第1期（2018年）、第2期『II』（2024年）
10. ↑  第1期（2018年 - 2019年）、第2期第1部（2021年）
11. ↑  第1期『1st season』（2019年）、第2期『2nd season』（2020年）
12. ↑  第1期（2020年 - 2021年）、第2期『みっくす！』（2021年）
13. ↑  第1期（2020年）、第2期『2』（2023年）
14. ↑  『業』（2021年）、続編『卒』（2021年）
15. ↑  Season1（2022年）、Season2（2023年）
16. ↑  第1期（2024年）、第2期（2025年）
17. ↑  第4期『-寄宿学校編-』（2024年）、第5期『-緑の魔女編-』（2025年）
18. ↑  第1期（2024年）、第2期（2025年）